# إيميت
إيميت (بالإنجليزية: Emmet, Arkansas)‏ هي مدينة تقع في مقاطعة نيفادا، أركنسو, مقاطعة هيمبستيد، أركنسو بولاية أركنساس في الولايات المتحدة. تبلغ مساحة هذه المدينة 3.9 (كم²)، وترتفع عن سطح البحر 97 م، بلغ عدد سكانها 506 نسمة في عام 2000 حسب إحصاء مكتب تعداد الولايات المتحدة.

## التركيبة السكانية
حدّد مكتب تعداد الولايات المتحدة بيانات التركيبة السكانية لإيميت في تعداد الولايات المتحدة. في ما يلي، التركيبة السكانية حسب تعدادي 2000 و2010.

### تعداد عام 2000
بلغ عدد سكان إيميت 506 نسمة بحسب تعداد عام 2000، وبلغ عدد الأسر 186 أسرة وعدد العائلات 129 عائلة مقيمة في المدينة. في حين سجلت الكثافة السكانية 133.5 نسمة لكل كيلومتر مربع (345.8/ميل2). وبلغ عدد الوحدات السكنية 220 وحدة بمتوسط كثافة قدره 58 لكل كيلومتر مربع (150.2/ميل2).
وتوزع التركيب العرقي للمدينة بنسبة 77.67% من البيض و20.16% من الأمريكيين الأفارقة و0.40% من الأمريكيين الأصليين و0.20% من الأعراق الأخرى و1.58% من عرقين مختلطين أو أكثر و0.40% من الهسبانيون أو اللاتينيون من أي عرق.
بلغ عدد الأسر 186 أسرة كانت نسبة 42.5% منها لديها أطفال تحت سن الثامنة عشر تعيش معهم، وبلغت نسبة الأزواج القاطنين مع بعضهم البعض 46.8% من أصل المجموع الكلي للأسر، ونسبة 16.7% من الأسر كان لديها معيلات من الإناث دون وجود شريك، بينما كانت نسبة 5.9% من الأسر لديها معيلون من الذكور دون وجود شريكة وكانت نسبة 30.6% من غير العائلات. تألفت نسبة 26.3% من أصل جميع الأسر من عدة أفراد يعيشون في نفس المنزل ونسبة 10.8% كانت تتألف من شخص يعيش بمفرده يبلغ من العمر 65 عاماً أو أكثر. وبلغ متوسط حجم الأسرة المعيشية 2.72، أما متوسط حجم العائلات فبلغ 3.31.
بلغ العمر الوسطي للسكان 31.9 عاماً. وكانت نسبة 32.2% من القاطنين تحت سن الثامنة عشر، وكانت نسبة 7.5% بين الثامنة عشر والرابعة والعشرين عاماً، ونسبة 30.4% كانت واقعةً في الفئة العمرية ما بين الخامسة والعشرين والرابعة والأربعين عاماً، ونسبة 18.8% كانت ما بين الخامسة والأربعين والرابعة والستين، ونسبة 11.1% كانت ضمن فئة الخامسة والستين عاماً فما فوق. يوجد لكل 100 أنثى 98.4 ذكر، ويوجد لكل 100 أنثى في الثامنة عشر من عمرها فما فوق 85.4 ذكر.
بلغ متوسط دخل الأسرة في المدينة 22,386 دولارًا، أما متوسط دخل العائلة فبلغ 26,250 دولارًا. وكان متوسط دخل الذكور 24,107 دولارًا مقابل 22,250 دولارًا للإناث. وسجل دخل الفرد الخاص بالمدينة 11,726 دولارًا. وكانت نسبة 30% من العائلات ونسبة 33.4% من السكان تحت خط الفقر، وكان من هؤلاء نسبة 47.4% تحت سن الثامنة عشر ونسبة 20% في الخامسة والستين من العمر وما فوق.

### تعداد عام 2010
بلغ عدد سكان إيميت 518 نسمة بحسب تعداد عام 2010، وبلغ عدد الأسر 208 أسرة وعدد العائلات 148 عائلة مقيمة في المدينة. في حين سجلت الكثافة السكانية 136.7 نسمة لكل كيلومتر مربع (354.1/ميل2). وبلغ عدد الوحدات السكنية 244 وحدة بمتوسط كثافة قدره 64.4 لكل كيلومتر مربع (166.8/ميل2).
وتوزع التركيب العرقي للمدينة بنسبة 78.76% من البيض و17.95% من الأمريكيين الأفارقة و0.97% من الأمريكيين الأصليين و0.19% من الأمريكيين ذوي الأصول الآسيوية و0.97% من الأعراق الأخرى و1.16% من عرقين مختلطين أو أكثر و2.90% من الهسبانيون أو اللاتينيون من أي عرق.
بلغ عدد الأسر 208 أسرة كانت نسبة 36.1% منها لديها أطفال تحت سن الثامنة عشر تعيش معهم، وبلغت نسبة الأزواج القاطنين مع بعضهم البعض 45.2% من أصل المجموع الكلي للأسر، ونسبة 18.3% من الأسر كان لديها معيلات من الإناث دون وجود شريك، بينما كانت نسبة 7.7% من الأسر لديها معيلون من الذكور دون وجود شريكة وكانت نسبة 28.8% من غير العائلات. تألفت نسبة 25.5% من أصل جميع الأسر من عدة أفراد يعيشون في نفس المنزل ونسبة 15.4% كانت تتألف من شخص يعيش بمفرده يبلغ من العمر 65 عاماً أو أكثر. وبلغ متوسط حجم الأسرة المعيشية 2.49، أما متوسط حجم العائلات فبلغ 2.95.
بلغ العمر الوسطي للسكان 39.0 عاماً. وكانت نسبة 23.4% من القاطنين تحت سن الثامنة عشر، وكانت نسبة 11.2% بين الثامنة عشر والرابعة والعشرين عاماً، ونسبة 25.3% كانت واقعةً في الفئة العمرية ما بين الخامسة والعشرين والرابعة والأربعين عاماً، ونسبة 25.1% كانت ما بين الخامسة والأربعين والرابعة والستين، ونسبة 15.1% كانت ضمن فئة الخامسة والستين عاماً فما فوق. وتوزع التركيب الجنسي للسكان بنسبة 50.2% ذكور و49.8% إناث.

## وصلات خارجية
- The US50 - Cities and Towns in Arkansas State
- 2012 United States Census Estimate